# 社会建构主义
社会建构主义（英語：social constructionism）是社会学和传播学中的认识论，它考察人们如何共同建构对世界的认识，而这种认识是人们对現實的共同假设的基础。该理论的核心思想是意义是与他人协调发展的，而不是由每个人独立发展的。
社會建構（social construct）可能因社會環境或社會建構所處的時期的發生事件而有所不同。金钱或货币可视为社会建构的一个例子，因为社会上的人们同意赋予它重要地位和价值。自我概念/自我认同也是社会建构的一例。查爾斯·庫利根據他的鏡中自我理論主張：「我不是你以為的我；我不是我以為的我；我是我以為你以為的我。」（I am not who you think I am; I am not who I think I am; I am who I think you think I am.）這顯示了社會中的人們如何建構沒有人或語言來驗證就無法存在的思想或概念。
社会建构有强弱之分。弱社会建构依赖原始性事实（夸克等难以解释或理解的基本事实）或制度性事实（由社会习俗形成）。强社会建构依赖于人类的一些观点和知识，这些观点和知识不仅存在，而且是通过社会建构起来的。

## 起源

每个人都创造自己的“建构现实”，驱动他们的行为。

弗里德里希·尼采在1886或1887年写道：“没有事实，只有诠释。”沃尔特·李普曼在他的1922年的《公众舆论》（Public Opinion）一书中提出，人与环境之间的真实环境太大、太复杂，而且瞬息万变，无法直接认识。每个人都会建构自己的伪环境（pseudo-environment），这种伪环境是主观、有偏见且必定更精简的世界的心理形象，而在某种程度上，每个人的伪环境都是虚构的。人们“生活在同一个世界中，但在不同的世界中思考和感受”。李普曼说的“环境”可称为是“现实”，而“伪环境”更像是今天所谓的“建构现实”。
后来的社会建构主义植根于「符號互動論」和「现象学」。随着Berger和Luckmann的《现实的社会建构》（The Social Construction of Reality）于1966年出版，该概念得以确立。逾40年后，许多理论和研究都信奉以下基本原则：人们“在被社会和文化世界创造的同时，也创造自己的社会和文化世界”。这种观点颠覆了社会过程“既活泼又严肃，揭露也隐藏、创造也破坏我们的行为活动”的观念。它提供了“西方知识传统”的一种替代选项，在旧有传统中，研究者要“通过提出命题的方式诚恳地寻求现实的确定性”。
用社会建构论的话来说，“理所当然的现实”（taken-for-granted realities）是由“社会主体之间的相互作用”培育出来的；此外，现实不是“等待通过实证主义科学探究被发现”的客观真理。相反，“争夺真理性和合法性的多种现实”是可以存在的。社会建构主义理解“语言和交流的基本作用”，而这种理解促成了语言学转向，后来又转向话语理论。大多数社会建构主义者都信奉“语言不是反映现实，而是构成（创造）了现实。”
社会建构主义的广义定义在组织科学中有其支持者和批评者。研究各种组织和管理现象的建构主义方法越来越普遍，并且有上升发展的趋势。
Andy Lock和Tomj Strong认为，社会建构主义的一些基本原则可追溯至18世纪意大利政治哲学家、修辞学家、历史学家和法学家詹巴蒂斯塔·维柯。
Berger和Luckmann认为马克斯·舍勒对社会建构主义有很大影响，因为他创立了知识社会学的概念，而相关概念对社会建构主义产生了影响。
Lock和Strong认为，其他对社会建构主义产生较大影响的思想家有：埃德蒙德·胡塞爾、阿尔弗雷德·舒茨、莫里斯·梅洛-龐蒂、马丁·海德格尔、汉斯-格奥尔格·伽达默尔、保罗·利科、尤尔根·哈贝马斯、伊曼紐爾·列維納斯、米哈伊尔·米哈伊洛维奇·巴赫京、瓦伦丁·沃洛希诺夫、利維·維谷斯基、喬治·賀伯特·米德、路德维希·维特根斯坦、格雷戈里·贝特森、哈罗德·加芬克尔、厄文·高夫曼、安東尼·紀登斯、米歇尔·福柯、肯尼斯·格根、玛丽·格根、罗姆·哈里，以及约翰·肖特。

## 批评
批评者认为，社会建构主义通常忽略了物理和生物科学的贡献，或将其错误套用于社会科学领域。作为一种理论，社会建构主义特别否认生物学对行为和文化的影响，或者认为它们对理解人类行为不重要；但科学界的共识是，行为应当是生物和文化影响的复杂结果。社会建构主义还否认或在很大程度上轻视意义和语言对个体的作用，试图将语言视为一个整体结构，而不是个体用于交流自己对世界的经验的一种历史工具。文化研究领域尤其如此，个人和语言前的经验被视为无关紧要，或被视为完全由社会经济上层建筑决定和建构。
1996年，为了证明社会建构主义和后现代主义的知识缺陷，物理学教授艾伦·索卡尔向学术期刊《社会文本》提交了一篇毫無內容的论文，故意將文章写得晦涩难懂，但使用了同类論文常用的專業詞彙和术语。这次投稿是一场社會实验，目的是知道该杂志社是否会「发表一篇通篇胡话的文章，只因为它看起来不错而且迎合了编辑的意识形态先入之见。」而该论文果然得以发表。1999年，索卡尔与合著者尚·布里克蒙（Jean Bricmont）出版了《知識的騙局》一书（在美国出版时题为，即“时髦的胡话”），批判了后现代主义和社会建构主义。